# Сверстюк, Евгений Александрович
Евге́ний Алекса́ндрович Сверстю́к (укр. Євген Олександрович Сверстюк; 13 декабря 1928, Сельцо, Волынское воеводство, Польша — 1 декабря 2014, Киев) — украинский писатель, философ, диссидент, гоголевед, общественный деятель, основатель и главный редактор газеты «Наша вера», президент Украинского ПЕН-клуба.

## Биография
Родился 13 декабря 1928 года в местечке Сельцо (ныне Волынская область, Украина). Родители — крестьяне. Образование — Львовский государственный университет имени Франко, отделение «логика и психология» филологического факультета (1947—1952), затем — аспирант Научно-исследовательского института психологии Минобразования Украинской ССР (1953—1956). Работал преподавателем украинской литературы Полтавского педагогического института (1956—1959), старшим научным сотрудником НИИ психологии Минобразования Украинской ССР (1959—1960), заведующим отделом прозы журнала «Вітчизна» (1961—1962), старшим научным сотрудником отдела психологического воспитания НИИ психологии Минобразования Украинской ССР (1962—1965), ответственным секретарём «Украинского ботанического журнала» (1965—1972).
В январе 1972 года арестован и в марте 1973 приговорен по статье 62 ч. I УК УССР за изготовление и распространение документов «самиздата» к семи годам лишения свободы (отбывал срок в колониях ВС-389/35 и ВС-389/36 в Пермской области) и пяти годам ссылки (с февраля 1979 года — столяр геологической экспедиции в Бурятии).
С октября 1983 до 1988 года работал столяром на киевской фабрике индпошива № 2.
Умер 1 декабря 2014 года в городской клинической больнице № 10 (Киев). Похоронен на Байковом кладбище (участок № 33).

## Творчество
Автор книг, многочисленных эссе и статей по литературоведению, психологии и религиоведению; стихов, переводов с немецкого, английского, русского языков на украинский.
Некоторые из литературно-критических эссе Сверстюка появились (в первой половине 1960-х годов) в журналах «Вітчизна», «Дніпро», «Жовтень», «Дукля», газеты «Літературна Україна»; другие (с конца 1960-х годов) в «самиздате» («Котляревский смеётся», «Последняя слеза» — о Т. Шевченко, «В. Симоненко — идея», «По следам сказки про Иванову молодость» и другие), перепечатаны за рубежом (в сборнике «Широкое море Украины», 1972, «Панорама новейшей литературы в УССР», 1974). Отдельной книгой (первоначально в «самиздате») вышло эссе «Собор в лесах» (1970) — о романе «Собор» О. Гончара.

## Награды
- Государственная премия Украины имени Тараса Шевченко (1995) — за книгу «Блудные сыны Украины».
- Орден Свободы (2008) — за выдающиеся заслуги в утверждении суверенитета и независимости Украины, мужество и самоотверженность в отстаивании прав и свобод человека, плодотворную литературно-публицистическую деятельность и по случаю Дня Свободы[1].